# Pniewnik
Pniewnik (prononciation : [ˈpɲevnik]) est un village polonais situé dans la gmina de Korytnica dans le powiat de Węgrów et en voïvodie de Mazovie dans le centre-est de la Pologne.
Ce village se trouve à environ 14 kilomètres à l'ouest de Węgrów (chef-lieu du powiat) et à 59 kilomètres à l'est de Varsovie (capitale de la Pologne).

## Histoire
Dans le temps de l'occupation russe, au cours du Royaume du Congrès, le village était le siège administratif de la gmina de Pniewnik, une ancienne commune rurale existant au XIXe siècle dans la province de Varsovie.

De 1975 à 1998, le village appartenait administrativement à la voïvodie de Siedlce.